# Чемпионат Европы по борьбе 1904
Неофициальный чемпионат Европы по борьбе 1904 года прошёл 24 января в Амстердаме (Нидерланды). Участники боролись по правилам греко-римской борьбы.
| вес | Золото    | Серебро     | Бронза    |
| ?   | Й. Плугер | Жозеф Пломб | Й. Кулинк |